# Mordechaj
Mordechaj (hebr. מרדכי) – imię męskie pochodzenia żydowskiego.

## Osoby
- Mordechaj Anielewicz
- Mordechaj Ben-Porat
- Mordechaj Bentow
- Mordechaj Bibi
- Mordechaj Cippori
- Mordechaj Gebirtig
- Mordechaj Gur
- Mordechaj Kaplan
- Mordechaj Miszani
- Mordechaj Namir
- Mordechaj Nurok
- Mordechaj Ofer
- Mordechaj Olmert
- Mordechaj Vanunu
- Mordechaj Wirszubski
- Mordechaj Zar
- Mordechaj-Chajjim Sztern

Tak nazywał się również jeden z głównych bohaterów Księgi Estery, jednak lepiej znany jest pod zlatynizowaną formą swojego imienia – Mardocheusz.